# Zimmermannsches Kaffeehaus

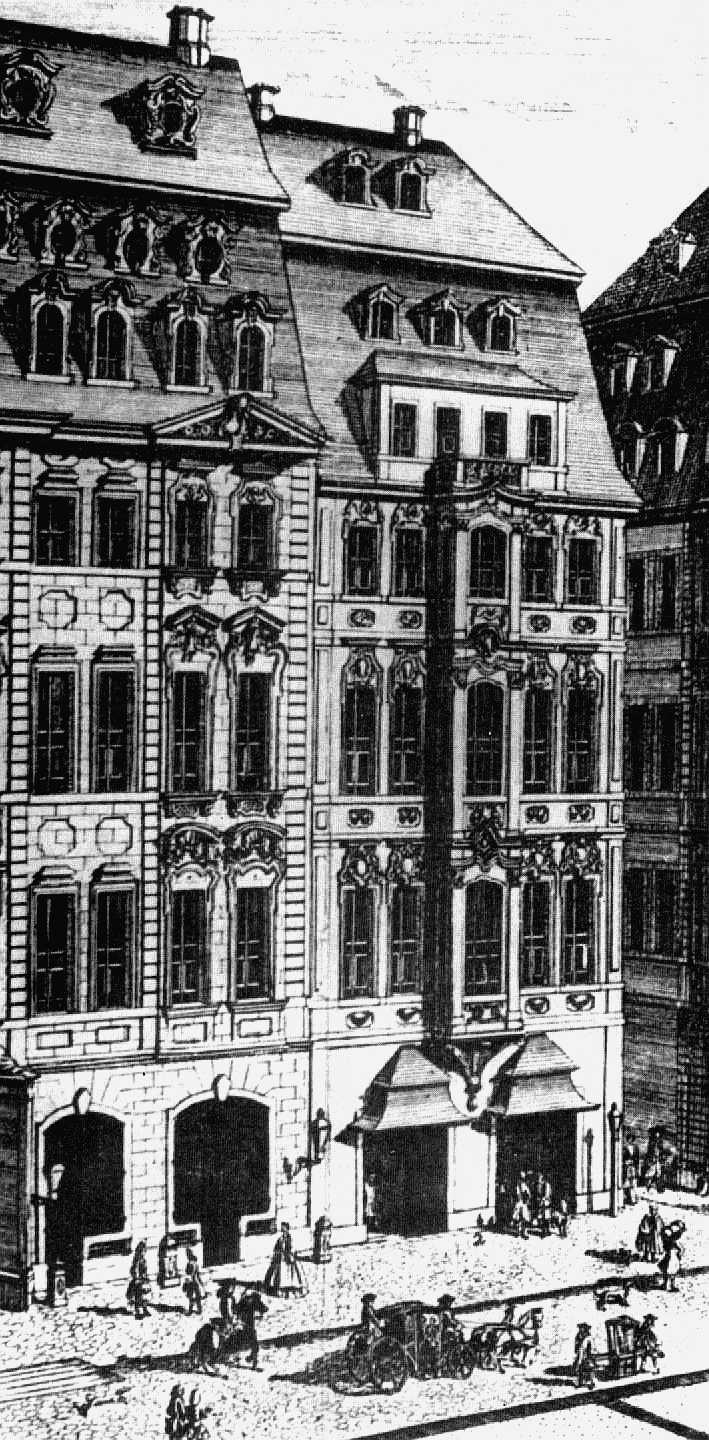
Café Zimmermann, chi tiết từ bản khắc của Johann George Schreiber,

Quán cà phê Zimmermann, tiếng Đức là Zimmermannsches Kaffeehaus, là một quán cà phê của Gottfried Zimmermann ở Leipzig, nơi làm tiền đề cho các buổi công diễn đầu tiên của nhiều cantata thế tục của Bach, ví dụ như Cantata cà phê và các tác phẩm khí nhạc khác.
Năm 1723, Bach chuyển đến Leipzig, và nơi đây đây là quán cà phê lớn nhất và hiện đại nhất ở Leipzig, cũng là trung tâm dành cho tầng lớp trung lưu và quý ông thường lui tới. Trong khi phụ nữ bị cấm lui tới các quán cà phê, họ có thể tham dự các buổi hòa nhạc cộng đồng tại đây của chủ quán Zimmermann. Quán cà phê nằm ở số 14 phố Katharinenstrasse, khi đó là con phố sang trọng nhất của Leipzig, nối con phố Brühl với một khu chợ. Tên của con phố được lấy từ Nhà nguyện Thánh Catherine cũ đã bị phá dỡ vào năm 1544. Vào thời của Telemann và Bach thì chỉ còn lại tên đường được nhớ tới. Trong những tháng mùa hè, Zimmermann cũng điều hành một khu vườn cà phê ngoài trời ở Grimmaischer Steinweg bên ngoài tường thành, gần Cửa Đông.
Tòa nhà được thiết kế theo phong cách Baroque bốn tầng rưỡi được Doering xây dựng vào khoảng năm 1715. Kiến trúc của toà nhà bao gồm hai phòng liền kề, một phòng khoảng 8 nhân 10 mét (26 ft × 33 ft), phòng còn lại khoảng 5,5 nhân 10 mét (18 ft × 33 ft). Toàn bộ công trình đã bị phá hủy trong một cuộc không kích của quân Đồng minh vào Leipzig vào tháng 12 năm 1943.

## Biểu diễn âm nhạc
Từ năm 1720, quán cà phê tổ chức Collegium Musicum (một loại hình tổ chức âm nhạc) do Georg Philipp Telemann thành lập khi còn là sinh viên ngành luật vào năm 1702. Sau đó nơi đây được chỉ đạo bởi Johann Sebastian Bach trong khoảng thời gian từ 1729 đến 1741, với thời gian gián đoạn năm 1737 và 1739 trong khi học trò cũ của ông là Carl Gotthelf Gerlach thay thế Bach. Các buổi hòa nhạc do Bach chỉ huy kéo dài khoảng hai giờ bao gồm các vở opera, nhạc thính phòng, cantata thế tục của Đức và Ý cùng các tác phẩm cho dàn nhạc. Zimmermann không thu phí Collegium Musicum khi tổ chức các buổi hòa nhạc của họ, cũng như khán giả không phải trả phí mà thay vào đó chi phí thuê của Zimmermann được hoàn trả bằng việc bán cà phê. Nơi đây không còn tổ chức các buổi hoà nhạc sau khi Zimmermann qua đời vào năm 1741.
Một nhóm nhạc thính phòng cổ điển đến từ Pháp đã lấy tên đặt theo quán cà phê này.